# Sint-maartensliedje
Een sint-maartensliedje is een liedje dat gezongen wordt tijdens het sint-maartensfeest ter ere van Sint-Maarten, meestal op de naamdag van de heilige Maarten van Tours, 11 november, of op de avond die daaraan voorafgaat. Hoewel de oudste sint-maartensliedjes expliciet over de heilige handelen, zijn de moderne liedjes eerder humoristisch van aard en wordt in sommige Sint-Maarten niet eens meer genoemd.
De sint-maartensliedjes zijn voor volkskundigen interessant omdat ze nagenoeg allemaal in een uitsluitend orale traditie staan, terwijl veel sinterklaasliedjes oorspronkelijk door tekstschrijvers zijn geschreven. Het wijsje van de liedjes is vaak hetzelfde en doet sterk denken aan de melodie van Twee emmertjes water halen of Sinterklaas kapoentje – typische volkswijsjes. De teksten van de sint-maartensliedjes variëren sterk van streek tot streek en hebben uiteenlopende thema's. Veel teksten zijn nog in dialect, wat de sint-maartensliedjes ook voor taalkundigen interessant maakt.

## Oudste vindplaatsen

### Heiligenliederen, lofliederen, drinkliederen
De oudste opgetekende liederen over Sint-Maarten in de Nederlandse Liederenbank van het Meertens Instituut stammen uit de zestiende eeuw. Het handschrift van rederijker Eduard de Dene, Testament Rhetoricael (Brugge, 1561-1562) bevat een lied van 12 strofen met als incipit: 'Wy schamel ghilden over al / vynden niet dan groot ongheval'. Het is een drinkliedje waarin Sint-Maarten wordt genoemd. Het feest van Sint-Maarten, op 11 november, was indertijd het begin van het wijnjaar, wat het verband met een drinklied kan verklaren.
In het eveneens zestiende-eeuwse handschrift Enige hymnen en lofzangen (Utrecht, 1582) is een heiligenlied (loflied) op Sint-Maarten opgenomen. De tekst is van de hand van Radboud (bisschop van Utrecht, ca. 850-917), het telt 6 strofen en de incipit luidt: 'Laet ons van herten danckbaer sijn / met waerden loff, sinte Martijn'.
In de zeventiende eeuw verschenen er verschillende sint-maartensliederen in druk. Het liedboek Parnassus, dat is den blijen-bergh der gheestelijcke vreught (Antwerpen, 1623) bevat een heiligenlied met de titel 'Een Liedeken vanden heylighen Martinus Bischop' en met de beginregels: 'Kinders heft op u ooghen / En wilt die naer my keeren'. Verschillende heiligenliederen benoemen de armoede en vrijgevigheid van de heilige Maarten. Bijvoorbeeld het liedboekje Bloem-hof, Verciert met geestelijcke lof-sangen van Albertus Buitendyck (Antwerpen, 1659). Het liedje begint met de regels 'Ey! volght Martinum na, / Die zijne in armoeden'. En ook het heiligenlied in het liedboekje Evangelische leeuwerck ofte historie-liedekens (Antwerpen, 1682), dat begint met 'Hoort al die gierigh zyt van aerdt, / Martinus sal u miltheyt leeren'.

### Kinderliedjes, bedelliedjes
Het oudst overgeleverde kinderliedje stamt uit het begin van de zeventiende eeuw. In Den christelicken hvys-hovder (een katholiek instructieboekje met vragen en antwoorden) van Joannes David wordt het volgende liedje vermeld:
Stoockt vier, maeckt vier:

Sinte Marten komt hier

Met syne bloote armen

Hij soude hem gheerne warmen?
Het woord vuur ('vier') verwijst naar het gebruik om op de feestdag van Sint-Maarten vuren te stoken.
In de negentiende eeuw ontstaat er belangstelling voor volksliedjes die mondeling zijn doorgegeven en worden er tientallen sint-maartensliedjes en varianten vastgelegd in handschriftencollecties en liedboekjes.
Het oudste voorbeeld in de Nederlandse Liederenbank is het tijdschrift Wodana. Museum voor Nederduitsche oudheidskunde (Gent, 1843). De drie opgenomen liedjes zijn: 'Sinte Martens avond / den toren gaet voren naer Gent'; 'De jongens van de dorpen / die waren hier al byeen'; en 'Van daeg is 't sinte Merten, / En morgen is 't de kruk'. Het tijdschrift De Navorscher geeft enkele jaren later, in 1851, ook drie sint-maartensliedjes: 'Rood, rood rokje / Sunte-Martens stokje'; 'Kip kap keugel / Sunder-Martens veugel'; en 'Heite Sunte-Marten, / De kalver sunt so darten'.
De oudste liedboekjes waarin sint-maartensliedjes in zijn opgenomen zijn van niet veel later. Het liedboek Niederländische Volkslieder (Horae Belgicae), verzameld door A. Hoffmann von Fallersleben (1856), vermeldt vijf liedjes, waaronder: 'Martijn! / turref in de murref in de maaneschijn'; 'Hier woont 'n rijkman, / die veul geven kan'; 'Sinte Maarten is zoo koud, / geef m'een turfjen of een hout'; en 'Een zakje met zemelen, / een zakje met kruid'. Het liedboekje Nederlandsche baker- en kinderrijmen, verzameld door J. van Vloten (melodieën verzameld door M.A. Brandts Buys) (Leiden, 1894), geeft maar liefst 20 kinderliedjes rond het sint-maartensfeest. Hieronder de liedjes 'Rood, rood rokje / Sunte-Martens stokje'; 'Sinte, Sinte Marten, / De kalvers dragen starten'; en 'Stook vier, maak vier, / Sinte Maarten komt hier'.
Ook de grote handschriftenverzamelingen van rond 1900 hebben veel liedjes en varianten verzameld. Bijvoorbeeld de Handschriftencollectie volks- en kinderliederen van Nynke van Hichtum bevat bijna 60 sint-maartensliedjes.
Oude begeleidingsinstrumenten voor bedelliedjes zijn bijvoorbeeld de foekepot en de ratel.

## Hedendaagse liedjes
Ondanks de grote regionale verscheidenheid komen bepaalde sint-maartensliedjes in heel het taalgebied voor. Dat betekent niet dat deze liedjes overal en altijd precies hetzelfde worden gezongen. Er worden regels toegevoegd en weggelaten en woorden kunnen anders gekozen worden. Zoals gebruikelijk bij volksliedjes, die mondeling worden doorgegeven, kunnen er grote (regionale) verschillen bestaan in tekst en melodie.
Een heel algemeen lied is Sint-Maarten. Het lied noemt de heilige naar wie het feest is genoemd  bij naam en voor het overige lijkt de tekst op basis van rijm te zijn samengesteld. Een relatief korte versie is als volgt:
Sinte Sinte Maarten

De koeien dragen staarten

De koeien dragen horens

De kerken dragen torens

De torens dragen klokken

De meisjes dragen rokken

De jongens dragen broeken

Oude wijven die veel kijven dragen schorteldoeken.
De bedoeling is dat het liedje heel lang kan worden gemaakt. Op ...koeien hebben staarten, varkens hebben oren... kan eindeloos worden verder gerijmd, en de pointe van de kijvende wijven zou precies gezongen moeten worden als de deur geopend wordt (door de huisvrouw in schorteldoek).
Tegenwoordig wordt vaak een verkorte versie gezongen, want tijd is snoep:
Sint Maarten, Sint Maarten

de koeien hebben staarten

de meisjes hebben rokjes aan

daar komt Sinte Maarten aan.
Ook heel algemeen, vaak als toevoeging op het bekende Sint-Maarten gezongen, is het bedellied. Het sint-maartensfeest is van origine een bedelfeest, dat de arme kinderen de kans gaf wat extra's voor de komende winter te vergaren.
Verder komt het lied Elf november zeer algemeen voor, al wordt dit in België niet of nauwelijks gezongen. De satirische liedjes komen soms ook over een heel groot gebied voor, maar sommige zijn daarvoor te vluchtig. Ook sint-maartensliedjes zijn aan mode onderhevig.

### Spottende sint-maartensliedjes
Hoewel het sint-maartensfeest in naam een katholiek feest is, zijn zeker in het noorden de liedjes nauwelijks nog christelijk te noemen. Integendeel, de liedjes hebben vaak een parodiërend of satirisch karakter.

### Aan een dichte deur
Een eigen groep vormen de liedjes, of losse regels, die worden gezongen wanneer de deur dicht blijft. Voor deze "gierigaards" worden beledigende regels gezongen, die ook per streek verschillen. Zo zingt men in de regio Mechelen de volgende regels:
hoog huis, leeg huis

er zit een gierige pin in huis.
In de noordelijke provincies en Noord-Holland hoort men teksten die voortrijmen op kikkerbil:
Hier woont juffrouw kikkerbil

die ons nooit wat geven wil.
Sommige van deze teksten zijn zelfs beledigend. In Noord-Holland wordt wel gezongen: Sint-Maarten de deur is vast, waarbij vast "dicht", "op slot" betekent. In Drenthe kent men Sint-Martinus bokkepoot.
In Limburg zingt men bij een dichte deur ook vaak het liedje:
Tiere, liere, liere

Heer woënt enne giere

Dih ôs niks wil geave

Dih zâl waat beleave.
In het Nederlands betekent dit:
Tiere, liere, liere

Hier woont een gierigaard

Die ons niets wil geven

Hij zal eens wat beleven.

### Sinte-Maarten mikmak
Andere spottende liedjes hebben vaak een parodiërende inslag. Zo gaat een variant op het Elf november-lied over een tandarts die boren mag. Op het bekende Sint-Maarten bestaan allerlei parodieën. 
Sint-Maarten, Sint-Maarten,

er waren twee tomaten,

de ene heeft een petje op,

de ander heeft een kale kop.
In het noorden zijn verder versjes die rijmen op het nonsensicale mikmak heel algemeen. De humor in deze liedjes, die steevast beginnen met Sinte-Maarten mikmak, is onschuldig en kinderlijk.
Dit zijn nog twee liederen die veel gezongen worden in het noorden;
Sint Martinus bisschop, 

Met zijn hoge hoed op,

Met zijn lange slipjas aan,

Daar komt Sint Martinus aan!
Sinte Maarten mikmak, 

je moeder is een dikzak, 

je vader is een dunnetje, 

geef me een pepermuntje!

## Nederland

### De noordelijke provincies
Vooral Groningen kent een heel levendige sint-maartenstraditie. Veel van de Groningse liedjes zijn in het Groninger dialect. Kenmerkend is dat er in Groningen meestal van "Sint-Martinus" gezongen wordt:
Sunt-Martinus bisschop

mit zien roege muts op,

mit zien laange stevels aan,

doar komt Sunt-Martinus aan.
Typisch is het liedje Mien lutje lanteern. Ook eigen is het lied Ik staai veur joen deur. Ook in Drenthe worden liedjes in dialect gezongen. Zowel hier als in Groningen komen ook versjes op Kip kap kogel voor, die net als het algemene mikmak nonsensicaal zijn.
In Friesland wordt het Sint-Maarten minder algemeen gevierd. Liedjes in het Fries en liedjes in het Nederlands bestaan hier dikwijls naast elkaar.

### Noord-Holland
Ook in Noord-Holland is het feest nog zeer actueel. Oorspronkelijk werd het er alleen in de gebieden bóven het IJ gevierd, maar inmiddels is het feest ook in Amsterdam en Haarlem bekend. Typisch voor Noord-Holland zijn de liedjes over dieren. Sinte-Maarten had een koe is ook wel buiten Noord-Holland bekend. Allerlei varianten komen voor, zoals Sinte-Maarten had een geit. Deze liedjes hebben een duidelijk parodiërend karakter.
In de Zaanstreek werd als "eerste" liedje altijd gezongen:
Sintere, Sintere Maarten,

De kalven hebben staarten,

De koeien hebben horens,

De klokken hebben torens,

De torens hebben klokken,

Meisjes hebben rokken,

De jongens hebben broeken,

Ouwe wijven schorteledoeken,

Kruipt in alle hoeken,

Sint Margriet,

Ken je me niet,

Hoog op de klompen,

Laag op de muilen,

Sint Jan,

Sint Jan,

uit De Gevulde Peperkan,

Sintere Maarten is zo koud,

Geef me een turfie of een hout,

Dan kan ik me verwarmen,

Met me blote armen,

En met me blote bene,

Kan ik een centje verdenen.
Hier blijkt, zoals verder gemeld, dat het oorspronkelijk een bedelliedje was voor de armen uit de gemeenschap. 
De kinderen van welgestelde families gingen niet zingen. Door de "gevers" werd dit vaak opgemerkt en kreeg dat kind de mededeling, om maar naar zijn vader te gaan.
Als er op een adres veel werd gegeven, werd tijdens of na de "gift" gezongen:
Hier woont een rijk man,

Die veel geven kan.

Lang zal hij leven,

Zalig zal hij sterven,

Met honderdduizend erven.
Of:
Hier woont een rijk man,

Die veel geven kan.

God zal hem lonen,

Met honderdduizend kronen,

Met honderdduizend lichtjes aan,

Hier komt Sint Martinus aan.
Of:
Hier woont een rijk man,

Die veel geven kan,

Veel kan niet schelen,

We zullen alles delen,

Geef een appel of een peer,

(Dan) kom ('k) het hele jaar niet meer.
Of:
Hier woont een rijk man,

Die ons wel wat geven kan,

Veel zal hij geven,

Lang zal hij leven,

Zalig zal hij sterven,

De hemel zal hem werven,

God zal hem lonen,

Met honderdduizend kronen,

Met honderdduizend lichtjes aan,

Hier komt Sinte Maarten aan.
Als er bewust niets werd gegeven, dan werd een lied gezongen met "Hier woont een kikkerbil" enz.
In de Zaanstreek wordt vanouds een refrein toegevoegd aan Sint-Maarten, al wordt het de laatste jaren steeds minder gehoord:
Hooi-de-booi, hooi-de-booi,

Wat is Sintre-Maarten mooi.

Hooi-de-booi, hooi-de-booi,

Wat is Sintre-Maarten mooi.
Het dorp Volendam kent eigen sint-maartensliederen, in dialect. Het lied Sinte-Martes vegeltje kwam vroeger mogelijk ook elders voor; in Limburg hoort men varianten (zie onder).
Nog een liedje dat o.a. in Alkmaar gezongen werd:
Sintere, sintere Maarten,
turf in de lurf in de maneschijn.
Hoog op de klompen, laag op de muilen.
Sinte Margriet, ken je me niet?
Wie heeft buurman dronken gemaakt?
De klepels van de klokken.
Ouwe wijven dragen rokken;
de jongens dragen broeken,
de meisjes schutteldoeken.
Brand in mijn lantaren;
de vonken vliegen eruit.
De meisjes lopen met garen,
de jongens met beschuit.
En nu is mijn liedje uit.

### Gelderland en Overijssel
Zowel in Gelderland als in Overijssel wordt hier en daar Sint-Maarten gevierd. In de Achterhoek kent men eigen sint-maartensliederen. Vrij algemeen in deze regio is Vandaag is 't Sunte-Marten, in dialect. Ook op de Veluwe bestaan sint-maartensliedjes in dialect. Sonde sonde marten is een variatie op het bekende Sint-Maarten. Een lied dat in Hattem werd gezongen, is:
Sinte Marten keugeltien

Met zien ronde reugeltien

Met zien ronde rökkien an

Daor kumpt Sinte Marten an

Sinte Marten is zo kold

Geef 'm een stukkie vuur of holt

Dan kan hij zich waarmen

Mit zien blakke daarmen

Hier woont nog een rieke man

Die zo veule geven kan

Veule zal hij geven

Lange zal hij leven

Honderd jaor en iene dag

Dan wordt hij noar 't kerkhof ebracht

Op een boerenwagen

Wordt hij weggedragen.

### De zuidelijke provincies
De liederen die worden gezongen in Brabant en Limburg wijken vaak sterk af van de liederen die boven de rivieren gezongen worden. Wel komt het algemene Sint-Maarten ook hier voor, in iets andere vorm (uit Noord-Brabant):
Sinte Maerte,

De paerde ebbe staerte,

De koeie ebbe orens,

De kerke ebbe torens,

De varkens ebbe 'n kruk in stêêrt,

Da 'd is toch wel 'n kwartje wêêrt.

Sinter Mertens veugelke,

haj ein roej keugelke,

haj ein greun stertje,

hoepsa Sinter Merten!
Het Limburgse Heej wônt Sinter-Merte (Hier woont Sint-Maarten) is ook een variatie op dit lied. Ook blijken bepaalde zuidelijke liedjes incidenteel in het noorden voor te komen. Zo doet Sinter-Mertes veugelke uit Venlo enigszins aan het Volendamse lied denken (zie boven).  
De Venlose versie:
 Sintermertes’ veugelke, haet ein hiel roeëd keugelke,

haet ein blauw stertje, hoepsa Sintermerte.

Vandaag is Sintermerte, morge Sinterkrökke,

Dan kómme die goje herte, die hadde zoeë gaer ein stökske,

’n Höltje of ein törfke in Sintermertes’ körfke,

Hout hout hout en ’s winters is ’t koud.

Hoera, hoera, wat hebbe die boere ein laeve,

Hoera, hoera, wat hebbe die boere ein pret !

En Mieke de Woep zoot op de stoep en leet d’r eine vlege,

Mieke de Woep zoot op de stoep en leet d’r eine gaon !

Hoera, hoera, wat hebbe die boere ein laeve,

Hoera, hoera, wat hebbe die boere ein pret.

Sintermerte kan neet kómme want dae haet eine krómme poeët,

En dao meug hae neet mit loupe anders geit daen erme doeëd !

Hoera, hoera, wat hebbe die boere ein laeve,

Hoera, hoera, wat hebbe die boere ein pret.

## Vlaanderen

### West-Vlaanderen
In zowel West- als Oost-Vlaanderen concurreert het sint-maartensfeest vaak met Sinterklaas. Bepaalde dorpen vieren zo geen Sinterklaas, maar wel Sint-Maarten. Sommige hier gezongen sint-maartensliedjes lijken dan ook wel op de oude sinterklaasliedjes (bv. Sinterklaas goedheilig man). Vrij algemeen komt voor:
Sinte Maartens avond

de sterren gaan mee naar Gent

en als ons moeder wafels bakt

dan zijn we der mee content

klein vier(vuur) groot vier(vuur)

Sinte Maarten komt alier

met zijne besten tabord an.
Dit lied wordt vaak in dialect gezongen. Uit Westvleteren is Sinte-Maortens aovend opgetekend. Opvallend aan die variant is dat er verschillende elementen in de tekst al zijn opgetekend in de oudste sint-maartensliedjes in de 16e eeuw (zie onder).
De tradities verschillen in West-Vlaanderen van dorp tot dorp en soms zelfs van wijk tot wijk. Er zijn dan ook heel uiteenlopende liedjes. In Koekelare klinkt Ruus buus buus, uiteraard in dialect. Wervik, een voorbeeld van een stad waar de ene wijk Sint-Maarten, de andere Sinterklaas viert, kent het volgende, korte lied:
Bolle Bolle Saint Martin

Gif mie ne soe en kben konten
In Beselare, wordt dit lied al jaren gezongen in een echte stoet (door de plaatselijke Davidsfondsstoet al jaren georganiseerd, en werd onlangs overgenomen door de plaatselijke chiro)
Lied : Sinte – Maartens – Avond
Sinte Maartens avond
De Torre gaat mee naar Gent
En als ons moeder koekskes bakt,
Dan zitten we weer omtrent
Maakt vier (vuur), stookt vier (vuur)
Sinte Maarten passeert al hier.
Met zijne blooten arme,
Warme warme liere
‘t Is morgen Sinte Liere
’t Is overmorgen Sinte Lap
Eet joene buik vol zoete pap
Patroone pap, patroone pap
Hiep, hiep hoera!!  Hiep, hiep hoera!
```
Na deze stoet, gaan de kinderen (soms al tieners) langs de Beselaarse huizen en zingen nogmaals van deur tot deur, om snoep en ander lekkers te verkrijgen.
```

Naast de eigen dialectliedjes komen ook hier wel de algemene liedjes voor. Onder invloed van al dan niet katholieke scholing bestaan er ook langere liedjes die expliciet over de heilige Sint-Martinus gaan, maar of deze liedjes in een oudere, orale traditie staan is de vraag.

### Oost-Vlaanderen
In Oost-Vlaanderen wordt het feest vooral in de regio rond Aalst gevierd, waar het net als in delen van West-Vlaanderen belangrijker is dan Sinterklaas. Uit deze streek is het volgende korte rijmpje bekend:
Sintje Merten op ne stok

Wie-e ni geiven, wie-e ni geiven

Sintje Merten op ne stok

Wie ni geiven, ropt a op!
of enigszins oneerbiedig (Bambrugge)
Sjinte Merten op ne stok

Wil je nie geven (2x)

Sjinte Merten op ne stok

Wil je nie geven

'k steek er au op
Verder wordt het lied Sint-Maarten zal 't avond komen gezongen. Ook hier komen weer andere, algemenere liederen voor.
Ook elders in Oost-Vlaanderen zijn sint-maartensvieringen, vaak in steden of dorpen met een sint-maartensparochie. Uit het Waasland is het lange Vandaag is 't Sinte-Maarten bekend, dat enigszins lijkt op het Achterhoekse lied (zie boven).

### Regio Mechelen
In Mechelen en omstreken wordt Sint-Maarten nog heel intensief gevierd. De liedjes variëren van gemeente tot gemeente en worden bewust in stand gehouden door scholen en de lokale Sinte Mette-vereniging. Hoewel ook hier het algemeen bekende Sint-Maarten gezongen wordt, genieten de eigen liederen een hogere status. Sterker nog, het zingen van Sint-Maarten, de koeien hebben staarten... wordt gezien als luiheid, en de beloning kan dan nogal eens karig uitvallen. De traditionele liederen zijn vrij lang, en in dialect.
In Mechelen zingt men vanouds het lied Sinte-Mette van de ruggenuchte. In Hombeek wordt een andere variant gehoord, Sinte-Mette den nieve, een variant die weer doet denken aan het in Weerde gezongen Sinte-Mette den nufe. In Walem zingen de kinderen Sinte-Mette van de negen nuste.
Naast dit lied komt vrij algemeen nog een ander lied voor, het lange Sint-Maarten reed door weer en wind. Dit lied is bijzonder omdat het nog een duidelijk katholieke lading heeft. Het verhaal van de heilige Sint-Martinus wordt er kort in herverteld.
In de regio Duffel, Sint-Katelijne-Waver, Walem & Elzenstraat zongen de kinderen volgend Sint-Maartensliedje:
Sinte-Mette van de negen uste,

en met zijne grijzenbaard,

juffrake wil de me kabaske nie vulle,

en laat ons lang nie meer staan,

dan zullen wij al lustig smullen,

ooke tot de vrooke tot ten neuste jaar.

### Retie
Sint-Maarten is de patroonheilige van Retie en dat wordt dan ook gevierd. In de voormiddag gaan de kinderen van deur tot deur en zingen het sint-maartenslied terwijl ze geld en snoep inzamelen. Reeds weken van tevoren zijn de inwoners van de gehuchten bezig met het verzamelen van hout om een zo groot mogelijke brandstapel te maken. Na het invallen van de duisternis worden de vuren in de verschillende wijken en gehuchten aangestoken. Sint-Maarten doet dan zijn ronde om krentenbollen uit te delen.
De door de kinderen meest gezongen en oudste versie gaat als volgt:
Vandaag ist sinte mette

en merge ist de kruk

wij komen goeden herten 

want mergen ist te druk

de boeren zullen van hier nie gaan

of ze hemmen wat op gedaan

iejn turfe of wa hejt 

Sinte Mette zever kejt

ik weet nog wel een goede vrouw 

die nog wel wat geven zou

lank mag ze leve

honder jaar en ene dag

zolang da ze brokskes in de pan mag

geft wa hewt wa

tot de leste jaeren 

we hemme gezonge

we hemme niks ghad

geft een stuk van verkes gat

is da vereken nog nie doeëd

slaagt het tegen zijnen achtersten poët

is da lieke nog nie oit 

geeft een stuk van verkes snoit 

oit oit oit